# PWS-4
PWS-4 – polski jednomiejscowy samolot sportowy w układzie grzbietopłatu z lat 20. XX wieku, zaprojektowany przez inż. Augusta Bobka i zbudowany w Podlaskiej Wytwórni Samolotów w Białej Podlaskiej. Oblatany we wrześniu 1928 roku PWS-4 miał być tanim i lekkim samolotem sportowym, jednak jego konstrukcja jako jednomiejscowa nie wzbudziła zainteresowania aeroklubów, potrzebujących głównie dwumiejscowych samolotów szkolnych (powstał jedynie prototyp).

## Historia i użycie

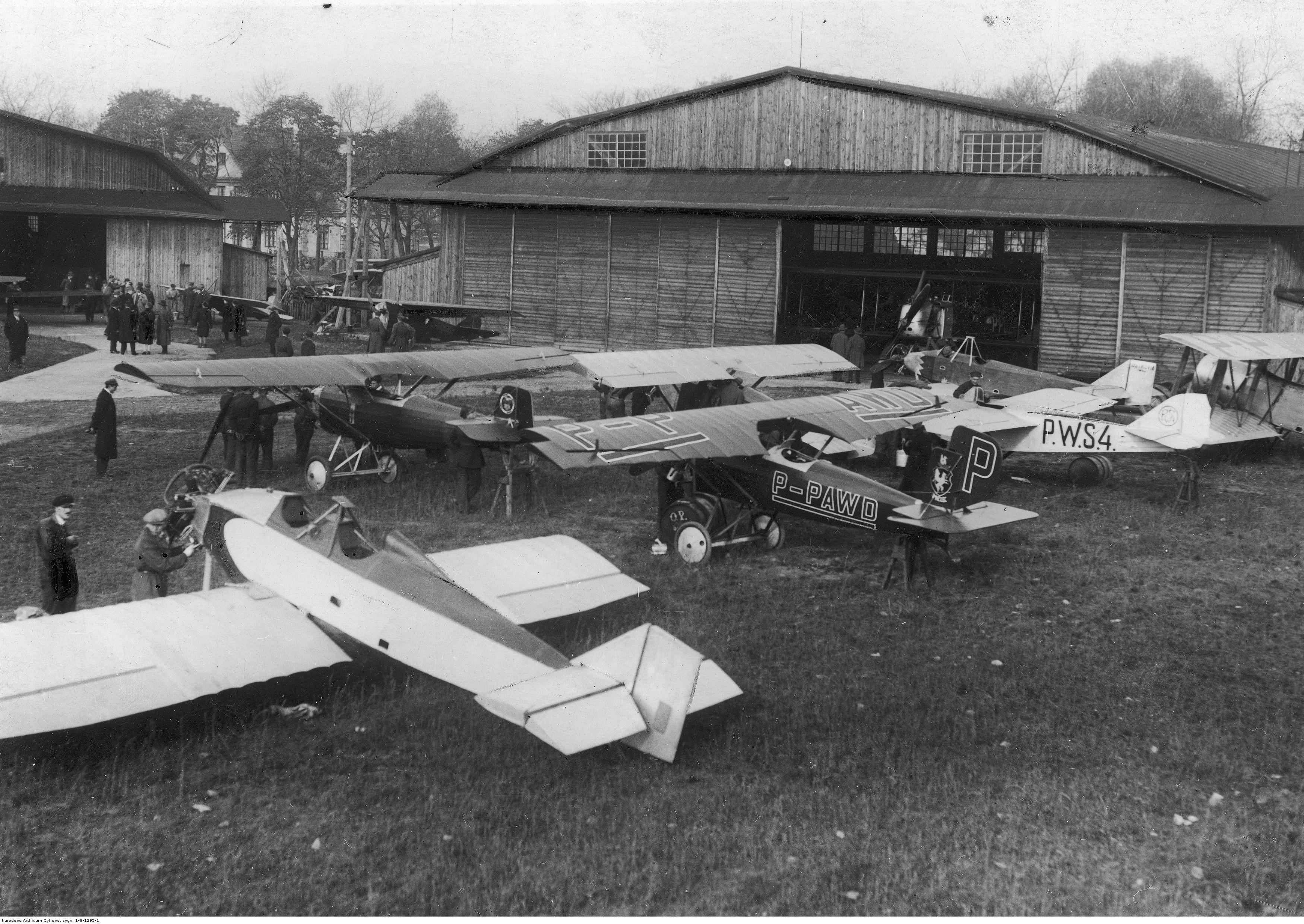
Samoloty stojące przed hangarami podczas II Krajowego Konkursu Awionetek w Warszawie (PWS-4 po prawej stronie)

Samolot PWS-4 został zaprojektowany w Podlaskiej Wytwórni Samolotów przez inż. Augusta Bobka-Zdaniewskiego i zbudowany w 1928 roku. Budowę płatowca zrealizowano z funduszy wytwórni oraz Ligi Obrony Powietrznej i Przeciwgazowej. W założeniach miał być to tani i prosty samolot sportowy przeznaczony do użytku w aeroklubach.
Prototyp PWS-4 został oblatany we wrześniu 1928 roku na lotnisku w Białej Podlaskiej przez pilota fabrycznego Franciszka Rutkowskiego. W dniach 29 października - 1 listopada 1928 roku samolot pilotowany przez tego pilota wziął udział w II Krajowym Konkursie Awionetek w Warszawie, zajmując w zawodach 6. miejsce na dwanaście sklasyfikowanych załóg (płatowiec nosił numer startowy 11). Mimo zajęcia gorszego miejsca niż rok wcześniej osiągnął PWS-3, konstruktor August Bobek otrzymał za samolot nagrodę LOPP.
W czerwcu 1929 roku PWS-4 był eksponowany na Powszechnej Wystawie Krajowej w Poznaniu. 6 października tego roku samolot wziął udział w I Locie Południowo-Zachodniej Polski, pilotowany przez por. Edwarda Więckowskiego z Aeroklubu Akademickiego w Krakowie. PWS-4, startujący w rywalizacji z numerem 16, zajął 4. miejsce spośród 22 zgłoszonych maszyn, a pilot otrzymał nagrodę w wysokości 200 złotych. W 1930 roku PWS-4 otrzymał znaki rejestracyjne SP-AEB i był użytkowany w kole LOPP przy PWS przez kilka lat. Na samolocie tym major pil. Wacław Makowski wykonywał akrobacje lotnicze.
Produkcji seryjnej płatowca nie rozpoczęto z kilku powodów: aerokluby nie miały funduszy na zakup nowych maszyn, a bardziej potrzebne były im samoloty dwumiejscowe używane do szkolenia; PWS-4 miał też słabsze osiągi od innych powstałych w tym samym czasie polskich samolotów.
Płatowiec ten był najmniejszym samolotem powstałym w wytwórni PWS.

## Opis konstrukcji i dane techniczne
PWS-4 był jednosilnikowym, jednoosobowym zastrzałowym grzbietopłatem sportowym o konstrukcji całkowicie drewnianej. Kadłub tworzyła wykonana z drewna kratownica, kryta sklejką. Kabina otwarta, z umieszczonym z przodu trójnożnym kozłem przeciwkapotażowym wykonanym z rur stalowych i blachy, będącym jednocześnie obramowaniem szyb wiatrochronu i mieszczącym przyrządy pokładowe. W kabinie znajdowała się gaśnica i korba rozruchowa silnika.
Płat prostokątny, dwudźwigarowy, dwudzielny, konstrukcji drewnianej, kryty sklejką do pierwszego dźwigara, dalej płótnem; podparty dwiema parami wykonanych z rur stalowych zastrzałów. Profil płata Bobek B6 (G-655) o grubości 14,2%. Rozpiętość skrzydeł wynosiła 7,6 metra, zaś powierzchnia nośna 11 m².
Długość samolotu wynosiła 5,57 metra, a wysokość 1,8 metra. Masa własna płatowca wynosiła 238 kg, masa użyteczna 112 kg, zaś masa całkowita (startowa) 350 kg. Obciążenie powierzchni wynosiło 31,8 kg/m², zaś współczynnik obciążenia niszczącego miał wartość 7. Usterzenie klasyczne, drewniane, kryte płótnem, z wyjątkiem noska statecznika poziomego krytego sklejką. Statecznik pionowy usztywniony był drutem, zaś poziomy podparty zastrzałami. Stery i lotki poruszane były linkami. Podwozie klasyczne, dwukołowe, z rur stalowych, z osią amortyzowaną sznurem gumowym; z tyłu płoza ogonowa, także amortyzowana.
Napęd stanowił chłodzony powietrzem 9-cylindrowy silnik gwiazdowy Salmson 9AD o mocy 29 kW (40 KM) przy 2000 obr./min i masie 70 kg, napędzający stałe, drewniane, dwułopatowe śmigło ciągnące o średnicy 1,84 metra (później 1,92 metra). Obciążenie mocy wynosiło 8,8 kg/KM. Zbiornik paliwa o pojemności 45 litrów znajdował się u nasady płata. Prędkość maksymalna wynosiła 140 km/h, prędkość przelotowa 123 km/h, zaś prędkość minimalna 60 km/h. Przelotowe zużycie paliwa wynosiło 11-13 litrów/h. Maszyna osiągała pułap 1350 metrów z prędkością wznoszenia wynoszącą 1,4 m/s. Samolot charakteryzował się rozbiegiem wynoszącym 70-88 metrów i zasięgiem 400 km. 

### Malowanie
PWS-4 malowany był na kolor srebrny, z wyjątkiem przodu kadłuba malowanego na czerwono. Na bokach kadłuba dużymi literami namalowano napis „P.W.S.4”, zaś na stateczniku pionowym widniał stylizowany znak wytwórni.